# Pacific Cup 1998 (rugby league)
El Pacific Cup 1998 fue un torneo de rugby league para las selecciones más fuertes de Oceanía.
El torneo se disputó en Auckland, Nueva Zelanda.

## Posiciones
| Pos. | Equipo          | Encuentros | Encuentros | Encuentros | Encuentros | Tantos  | Tantos    | Tantos     | Puntos |
| Pos. | Equipo          | jugados    | ganados    | empatados  | perdidos   | a favor | en contra | diferencia | Puntos |
| ---- | --------------- | ---------- | ---------- | ---------- | ---------- | ------- | --------- | ---------- | ------ |
| 1    | Tonga           | 3          | 3          | 0          | 0          | 52      | 28        | + 24       | 6      |
| 2    | Samoa Americana | 3          | 2          | 0          | 1          | 110     | 64        | + 46       | 4      |
| 3    | Islas Cook      | 3          | 1          | 0          | 2          | 64      | 72        | - 8        | 2      |
| 4    | Tokelau         | 3          | 0          | 0          | 3          | 32      | 94        | - 62       | 0      |

Nota: se otorgan 2 puntos al equipo que gane un partido, 1 al que empate y 0 al que pierda

## Resultados
- – Samoa Americana 40–34 Islas Cook
- – Tokelau 4–18 Tonga
- – Samoa Americana 54–12 Tokelau
- – Islas Cook 8–16 Tonga
- – Islas Cook 22–16 Tokelau
- – Samoa Americana 16–18 Tonga